# Autostrada 401

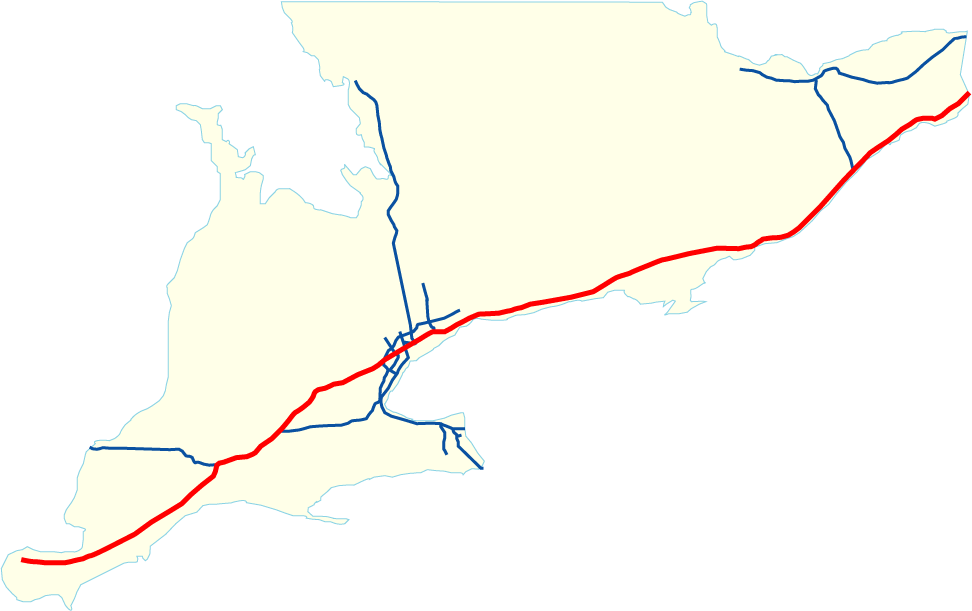
Schemat przebiegu autostrady 401

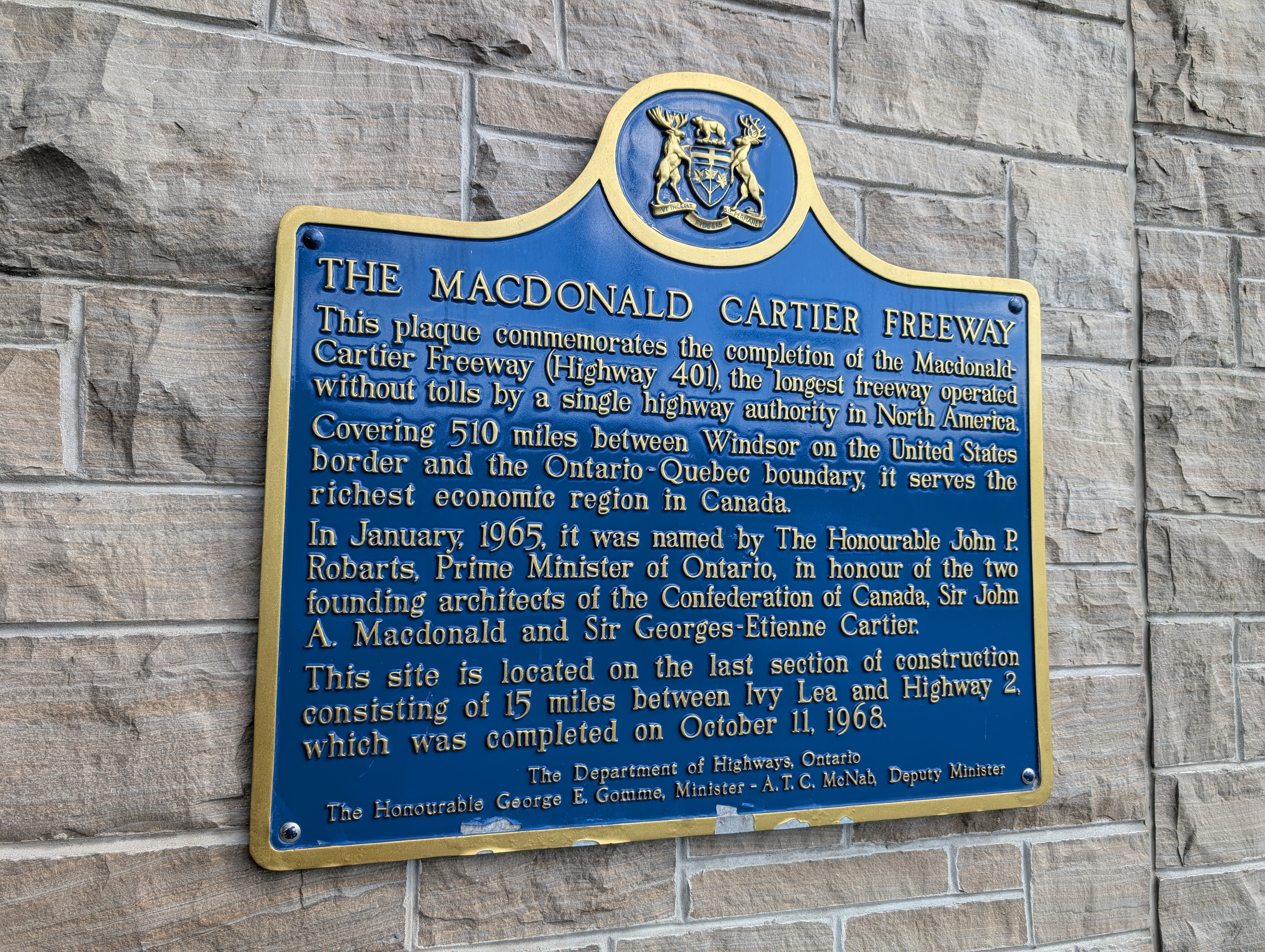
Tablica upamiętniająca ukończenie autostrady w 1968

Autostrada 401 (ang. Highway 401, oficjalnie Macdonald-Cartier Freeway) – autostrada w Kanadzie, w południowo-zachodniej części prowincji Ontario. Przebiega od Windsor (miasta na granicy ze Stanami Zjednoczonymi), przez London, Kitchener, Toronto i Kingston do granicy z prowincją Quebec niedaleko od Montrealu, gdzie łączy się z autostradą 20. Długość wynosi 825,1 km. Jest jedną z najważniejszych arterii transportowych Kanady. Jej odcinek w Toronto należy do najszerszych (9 pasów ruchu w każdą stronę, z tego 4 pasy ekspresowe i 5 równolegle biegnących, oddzielonych pasów zbiorczych) i najbardziej ruchliwych na świecie.

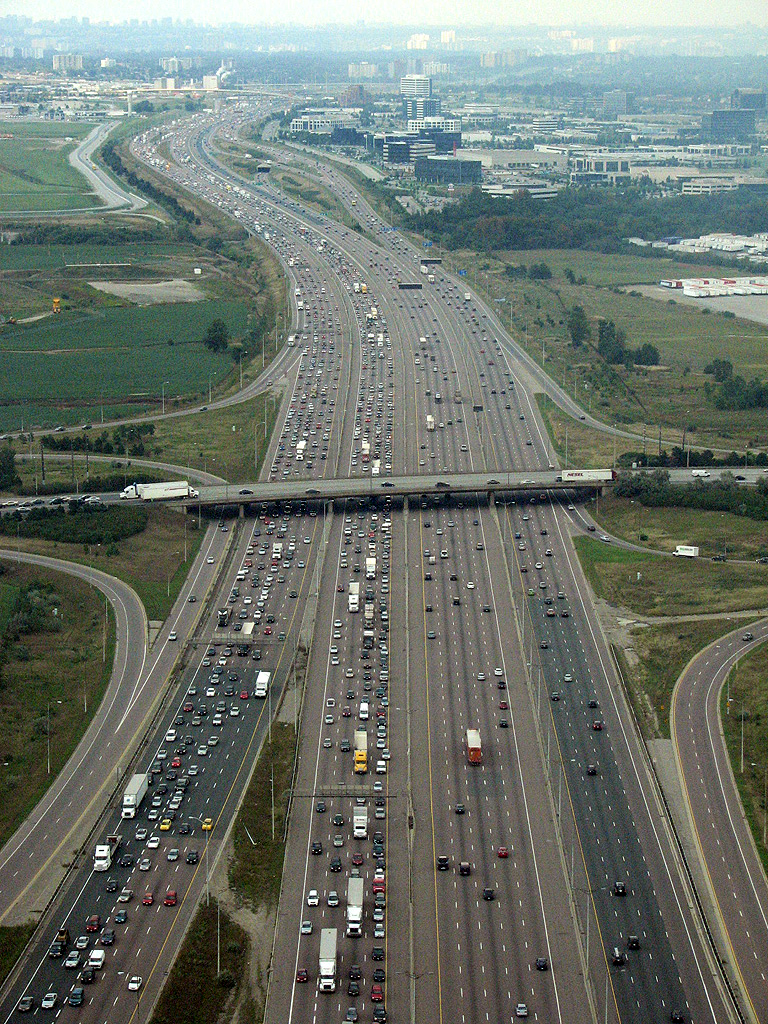
Autostrada 401 w Toronto, z podziałem na równolegle biegnące pasy ekspresowe (express lanes) i pasy zbiorcze (collector lanes)

Budowę pierwszych odcinków rozpoczęto w późnych latach 30., po przerwie spowodowanej przez wojnę pierwszy odcinek autostrady otwarto w 1947. Numer 401 oficjalnie przyznano autostradzie w 1952. Ostatni odcinek otwarto w 1968.